# برنارد كيرك
برنارد كيرك (بالإنجليزية: Bernard Kirk)‏ هو لاعب كرة قدم أمريكية أمريكي، ولد في 1900، وتوفي في 23 ديسمبر 1922 في يبسيلانتي في الولايات المتحدة.